# Wanda Horst-Sikorska
Wanda Maria Horst-Sikorska (ur. 1956, zm. 2013) – polska lekarka, profesor nauk medycznych.

## Życiorys
W 1998 r. habilitowała się na podstawie pracy zatytułowanej Analiza genu insuliny u osób z rodzinnie występującą cukrzycą. W 2008 r. uzyskała tytuł profesora nauk medycznych. Była pracownikiem naukowym w Katedrze i Zakładzie Medycyny Rodzinnej na II Wydziale Lekarskim Uniwersytetu Medycznego im. Karola Marcinkowskiego w Poznaniu.
Była członkiem Komitetu Genetyki Człowieka i Patologii Molekularnej PAN.

## Odznaczenia
- Złoty Krzyż Zasługi (2006)[4]